# SMT–1

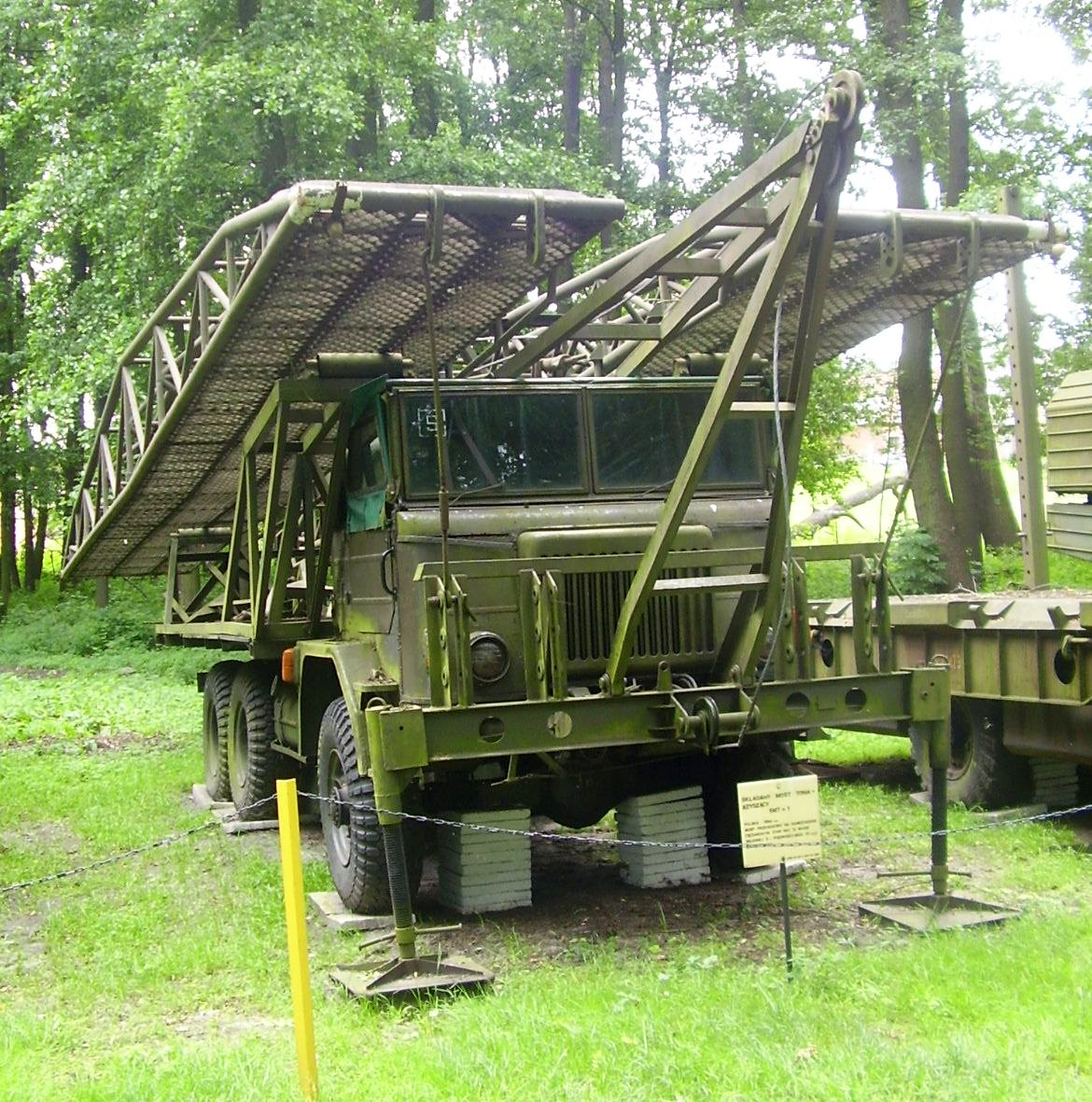
SMP–1 kísérőhíd múzeumban kiállítva

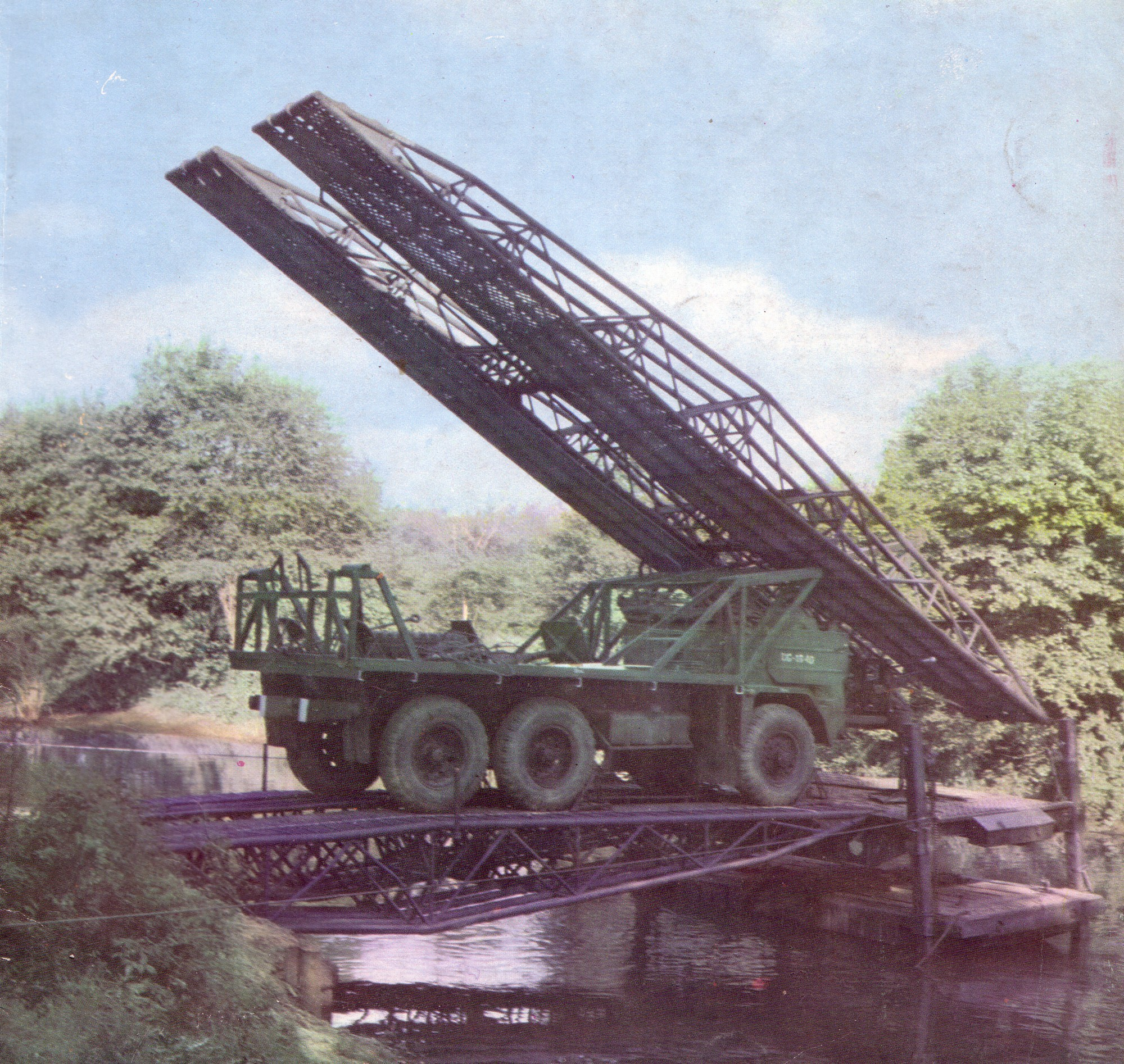
Két hídelem összeépítése PSMT–2 mobil hídpillér segítségével

Az SMT–1 (Samobieżny Most Towarzyszący, magyarul: önjáró kísérőhíd) lengyel gépjármű szállítású kísérőhíd, melynek alvázaként a Star 660 terepjáró gépkocsit alkalmazták. Árkok, vízmosások, horhosok és vízi akadályok gyors leküzdésére alkalmazták a Lengyel Néphadseregben.
Hordozójárműként az 1965–1983 között katonai célokra gyártott, 6×6-os hajtásképletű Star 660 tehergépkoci szolgált, amely Star 66 továbbfejlesztett változata volt. A tehergépkocsi a 77,2 kW (105 LE) teljesítményű, hathengeres, S–47 típusú benzinüzemű motorjával 50 km/h-s maximális sebességet ért el. A jármű két, egyenként 150 l kapacitású üzemanyagtartállyal volt felszerelve, ezzel 500 km hatótávolság elérésére volt képes.
A jármű egy 2,3 t tömegű, két, egymáshoz rögzített rámpából álló, hegesztett acél rácsszerkezetű hidat szállított. A 40 tonna teherbírású híd szélessége 3 m, hossza 11 m. A jármű kétfős kezelőszemélyzete 4–5 perces előkészítéssel tudta használatra kész állapotba hozni a hidat, amelyet a jármű a hátsó részén kialakított görgős tartón szállított. Használathoz egy csörlős szerkezettel lehetett a jármű elé leereszteni. Egy PSMT–2 jelű mobil pillér segítségével két-három SMT–1 hídelemet is egymás mellé lehetett építeni.

## Műszaki adatok
- Jármű össztömege: 9,6 t
- Hossz: 11,97 m
- Szélesség: 3,3 m
- Magasság: 3,15 m
- Maximális sebesség: 50 km/h
- Motor: S–47 hathengeres benzinüzemű motor
- Motorteljesítmény: 77,2 kW (105 LE) 3000 1/perc fordulatszámnál